# Beloviste (Gosztivar)
Beloviste (macedónul: Беловиште, albánul Bellovishti) település Észak-Macedóniában, a Pologi körzet Gosztivari járásában.

## Népesség
2002-ben 2 267 lakosa volt, akik közül 1 418 albán, 832 macedón, 5 cigány, 1 bosnyák és 11 egyéb.